# Бородино
 Тази статия е за селото в Русия.  За селището в Украйна вижте Бородино (Украйна).  
Бородино (на руски: Бородино̀) е село в Московска област, Можайски район, административен център на селско поселение Бородинское.
Намира се на 12 километра западно от град Можайск.
Селото е известно най-вече с Бородинската битка от 26 август 1812 година между руските войски, под командването на генерал-фелдмаршал Михаил Кутузов и френските войски, водени от Наполеон.